# Paskosaari (ö i Laukas, Kynsivesi)
Paskosaari är en ö i Kynsivesisjön i Finland. Den ligger i sjön Kynsivesi och Leivonvesi och i kommunen Laukas i den ekonomiska regionen  Jyväskylä och landskapet Mellersta Finland, i den centrala delen av landet, 250 km norr om huvudstaden Helsingfors. Öns area är 8,9 hektar och dess största längd är 490 meter i nord-sydlig riktning.